# The Sims 2: Seasons
The Sims 2: Seasons — п'яте доповнення для відеогри 2004 року жанру симулятору життя «The Sims 2». В Північній Америці вийшло 1 березня 2007, в ЄС — 2 березня 2007, в Австралії — 20 березня 2007. Для Mac OS X реліз відбувся 11 червня 2007. Доповнення додає до основної гри чотири сезони, погоду, новий тип сімів, садівництво на новий район.
Схожим доповненням стало «The Sims 3: Seasons» для «The Sims 3», яке вийшло 13 листопада 2012.

## Геймплей
Доповнення «The Sims 2: Seasons» додає новий район під назвою Ріверблоссом Хіллс (англ. Riverblossom Hills), чотири пори року, погоду, сімів-рослин, можливість вирощувати овочі і фрукти та робити з них сік. Зимою сіми можуть ліпити сніговиків, восени збирати опале листя, влітку отримувати теплові удари, весною плескатися в калюжах. Кожна пора року по-своєму впливає на сіма.

### Погода та температура
Нова погода включає дощ, град, сніг та блискавку. Студія Maxis хотіла зробити погоду ще в оригінальних «The Sims 2», але тоді це було занадто складно. Разом із порами року та погодою додалася і температура. У кожного сіма є свій особистий термометр. Якщо він зелений, значить сіму добре. Якщо він блакитний — йому холодно, червоний — спекотно. Коли сіму холодно — він може захворіти; якщо спекотно — він може отримати тепловий удар.

### Сім-рослина
Сім-рослина — нова істота у світі «The Sims». У них зелена шкіра, жовті очі, а також вони мають квітку на голові. Щоби стати сімом-рослиною, сіму потрібно проводити дуже багато часу в саду. Як і від лікантропії і вампіризму за допомогою спеціального зілля сім-рослина знову може стати звичайним сімом.
У сімів-рослин є тільки три фази життя: малюк, дорослий і старий. Із потреб у них є тільки три: сонячне світло, вода і любов. У сімів-рослин автоматично з'являється золотий значок садівництва та здатність перетворювати погані рослина на гарні і квітучі. Для розмноження їм потрібно лише потрусити головою.

### Сад
В грі стало доступним садівництво. Фруктові дерева достатньо купити в режимі покупок. Овочам потрібні грядки. На початку доступно вирощування лише помідорів. З кожним значком садівництва сім зможе саджати все нові і нові овочі. І фруктові дерева і овочеві кущі треба поливати та обробляти від шкідників. Цю роботу можна не робити, якщо купити систему автоматичного поливу і побудувати теплицю. Проте система поливу може виходити з ладу і її потрібно вчасно ремонтувати.
З отриманих фруктів та овочів можна робити сік. Кожен вид соку має свій вплив на сімів, наприклад, від яблуневого соку сіми-діти роблять домашні завдання швидше.

## Саундтреки
Додались дві радіостанції та нові пісні.
- «Don't Touch» — Ешлі Тісдейл
- «Smile» — Lily Allen
- «Mr. High And Mighty» — Gov't Mule
- «Blue Jeans Pizza» — Moe
- «Zoom» — Tata Young
- «N» — The Breadbox Band
- «The Next One» — The Chris McCarty Band
- «Close Your Eyes» — The String Cheese Incident
- «When It All Falls Apart» — The Veronicas
- «The Compromise» — The Format

## Рецензії
| Агрегатор    | Оцінка  |
| ------------ | ------- |
| GameRankings | 76.86 % |
| Metacritic   | 78      |

| Видання     | Оцінка |
| ----------- | ------ |
| 1Up.com     | B+     |
| Eurogamer   | 7/10   |
| GameSpot    | 8/10   |
| GamesRadar+ | [ 8 ]  |
| GameZone    | 8/10   |
| IGN         | 8.9/10 |

В середньому доповнення отримало позитивні рецензії. Агрегатор GameRankings оцінив гру у 76 %, Metacritic дав грі 78 %.